# Ділянка хори на Безіменній висоті
Ділянка хори на Безіменній висоті — заповідна територія в межах об'єкта світової спадщини ЮНЕСКО «Стародавнє місто Херсонес Таврійський та його хора», частина античного архітектурно-технологічного ансамблю, одна із найвіддаленіших частин хори Херсонеса із залишками клерів, плантажних стінок, доріг і садиби.
Територія заповідної ділянки площею більш ніж 17 га розташована в південно-східній частині Гераклейського півострова в самому верхів'ї Верхнє-Юхариної балки на вершині та схилах висоти, умовно названої Безіменною (східний гребінь Каранських висот, висота 243 м на топографічних картах). Ця ділянка є одною з прикордонних для ближньої хори Херсонеса і маркує південні кордони розмежування земель в елліністичний час (стародавня земельна ділянка № 402). Слід зазначити, що ділянка розташована на найвищій точці Гераклейського півострова і з неї відкривається мальовнича панорама всієї херсонеської хори, вигляд на прилеглі Балаклавську і Інкерманську долини тощо.

## Історія
На цій території в першій половині 1-го тисячоліття до н. е. існувало поселення кизил-кобинської археологічної культури, пізніше частково перекрите поселенням античної епохи.
Саме тут розташовані залишки багатошарового укріплення, що займало вершину і північно-західний схил вказаної висоти. В ході археологічних розкопок на ділянці цього укріплення виявлені будівельні залишки декількох хронологічних періодів: елліністичного, римського і ранньосередньовічного.

## Укріплення
Укріплення на Безіменній висоті було практично квадратним простором площею понад 5000 кв. м, оточений оборонними стінами із зовнішнім ровом і фланкований по кутах оборонними баштами. Внутрішній простір цієї території було щільно забудовано приміщеннями житлового та господарського призначення. Даний комплекс виникнув не пізніше ІІІ ст. до н. е. та проіснував до XI ст. н. е. В ІІ–VI ст. н. е. оборонні споруди укріплення піддалися реконструкції. Південно-західний кут укріплення зруйновано військовими земляними спорудами часів Кримської (Східної) війни 1853—1855 рр. і Другої Світової війни (1941—1944 рр.).
Зовні укріплення оточували землеробські структури елліністичного часу, які також перетерпіли суттєві зміни в римський період: поселення, що займало весь північно-західний схил, до цього часу суттєво скоротилося, зосередившись тільки в межах верхніх терас схилу. В такому стані комплекс функціонував і в Середні віки; найпізніші матеріали відносяться до IX–XI ст. н. е. Сукупність археологічних матеріалів дозволяє припустити, що дане укріплення відігравало ключову роль на південному прикордонні гераклейської хори: до його завдань входив контроль над стародавньою дорогою, яка вела до Херсонеса з боку Балаклавської та Інкерманської долин, головної магістралі, що з'єднувала місто з гірськими та степовими районами Криму. На початок весни 2014 року було розкопано лише центральну частину укріплення, яка потребує додаткової консервації та музеєфікації.